# Joël Wakanumuné
Joël Wakanumuné (ur. 30 września 1986 w Numei) – piłkarz nowokaledoński grający na pozycji pomocnika. Od 2011 roku jest zawodnikiem klubu SO Chambéry. Jest bratem Jeana-Patricka Wakanumuné, także piłkarza i reprezentanta Nowej Kaledonii.

## Kariera klubowa
Swoją karierę piłkarską Wakanumuné rozpoczął w klubie AS Le Mont-Dore, w którym grał w latach 2002–2005. W 2005 roku wyjechał do Francji i został zawodnikiem Stade Poitiers. Następnie grał w: Nevers Football, ponownie AS Le Mont-Dore, Jura Sud Football i SN Imphy-Decize. W 2011 roku przeszedł do SO Chambéry.

## Kariera reprezentacyjna
W reprezentacji Nowej Kaledonii Wakanumuné zadebiutował w 2011 roku. W 2012 roku wystąpił w Pucharze Narodów Oceanii 2012. Z Nową Kaledonią zajął drugie miejsce i był na tym turnieju podstawowym zawodnikiem swojej reprezentacji.